# Pierre Gibault
Pour les articles homonymes, voir Gibault.
Pierre Gibault, né le 7 avril 1737 à Saint-Sulpice et mort le 16 août 1802 à New Madrid, est un missionnaire jésuite français.

## Biographie
Ordonné prêtre à Québec le 19 mars 1768, il est envoyé comme vicaire général dans l'Illinois et arrive au Fort de Michillimackinac en juillet 1768.
Le 8 septembre 1768, il s'établit à Kaskaskia. Il supervise alors les paroisses de Vincennes, Sainte-Geneviève, Kaskaskia et Cahokia et visite Ouiatenon, Peoria et Saint-Joseph.
En 1778, lors de l'arrivée de George Rogers Clark, il fait rallier la population à la cause indépendantiste lors de la prise de la ville par les américains. Capturé par les Anglais puis libéré, par la suite en désaccord avec ses supérieurs, il se retire à New Madrid (Louisiane), s'y fait naturaliser Espagnol et y finit sa vie.